# Liparetrus laeticulus
Liparetrus laeticulus är en skalbaggsart som beskrevs av Blackburn 1889. Liparetrus laeticulus ingår i släktet Liparetrus och familjen Melolonthidae. Inga underarter finns listade i Catalogue of Life.